# Alessandro Duce
Alessandro Duce (Parma, 5 febbraio 1941) è uno storico e politico italiano.

## Biografia
Dopo la laurea in Scienze Politiche all'Università Cattolica di Milano, inizia la carriera accademica insegnando storia delle relazioni internazionali all'Università di Parma. Dal 1976 al 1987 è presidente della Cassa di Risparmio di Parma, membro anche dell'Istituto di Credito delle Casse di Risparmio Italiane.

### Attività politica
Nel 1987 viene eletto alla Camera dei deputati per la Democrazia Cristiana, svolgendo per tutta la X legislatura fino al 1992 l'incarico di segretario della Commissione Affari Esteri. All'interno del partito ricopre il ruolo di tesoriere, fino alla frammentazione della Democrazia Cristiana e la nascita dei CDU, a cui prende parte in seguito. Alle elezioni politiche del 2001 si ricandida nel collegio Parma centro con la coalizione della Casa delle Libertà, ma risulta sconfitto (38,3%) da Carmen Motta (53,3%) de L'Ulivo.

## Opere
- Considerazioni sul Canale di Suez nella politica internazionale dal 1869 ad oggi, Milano: 1968
- La crisi bosniaca del 1908, Milano: 1977
- L'Albania nei rapporti italo-austriaci (1897-1913), Milano: 1983
- Pio XII e la Polonia (1939-1945), Roma: 1997
- La Santa Sede e la questione ebraica (1933-1945), Roma: 2006
- Storia della politica internazionale (1917-1957). Dalla rivoluzione d'ottobre ai Trattati di Roma, Roma: 2009
- Storia della politica internazionale (1945-2013). Il tramonto degli imperi coloniali, Roma: 2013
- Storia della politica internazionale (1957-2017). Dalle conquiste spaziali al centenario della Rivoluzione d'Ottobre, Roma: 2019